# Підмноговид
Підмноговид ― термін, що використовується для декількох схожих понять в загальній топології і диференціальній геометрії і алгебричній геометрії.

## Топологічні підмноговиди
У вузькому сенсі слова топологічний {\displaystyle n}-вимірний підмноговид {\displaystyle N} топологічного {\displaystyle m}-вимірного многовида {\displaystyle M} ― така підмножина {\displaystyle N\subset M},
що в індукованій топології є {\displaystyle n}-вимірним многовидом.
У широкому сенсі слова топологічним {\displaystyle n}-вимірний підмноговид топологічного {\displaystyle m}-вимірного многовиду {\displaystyle M} ― такий {\displaystyle n}-вимірний многовид {\displaystyle N}, що як множина точок є підмножиною {\displaystyle M} (іншими словами, {\displaystyle N} ― це підмножина {\displaystyle M}, що оснащене структурою {\displaystyle n}-вимірного многовиду) і для якого тотожнє вкладення {\displaystyle i:N\to M} є зануренням.